# 2002年美國
|        | 美國歷史 \| 美國歷史年表                                                                                                   |
| 世紀： | 20世紀美國 \| 21世紀美國 \| 22世紀美國                                                                                     |
| 年代： | 1970年代美國 \| 1980年代美國 \| 1990年代美國 \| 2000年代美國 \| 2010年代美國 \| 2020年代美國 \| 2030年代美國               |
| 年份： | 1998年美國 \| 1999年美國 \| 2000年美國 \| 2001年美國 \| 2002年美國 \| 2003年美國 \| 2004年美國 \| 2005年美國 \| 2006年美國 |
| 紀年： | 美国独立226周年 |

## 聯邦政府

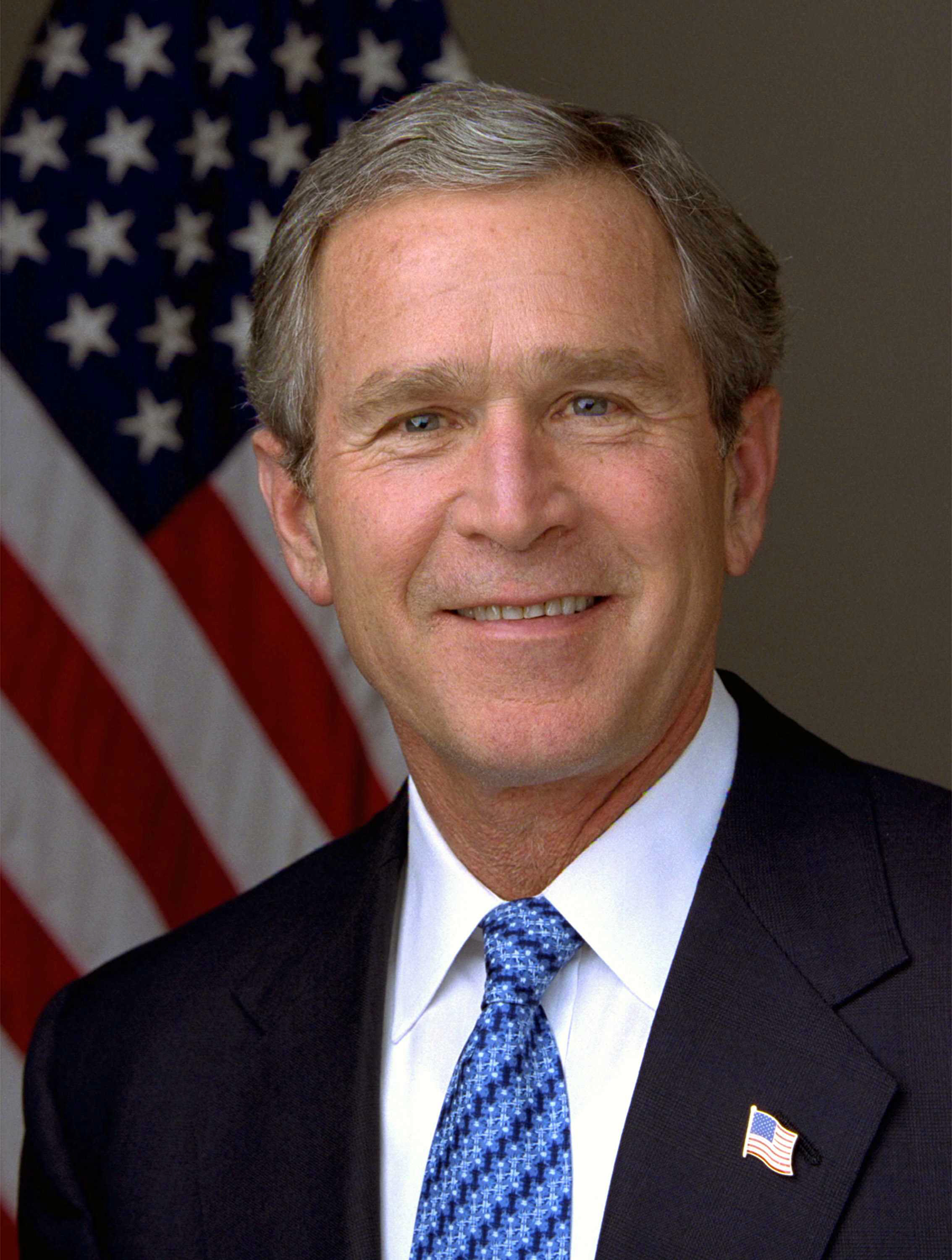
總統：乔治·沃克·布什
副總統：迪克·切尼
參議院議長：迪克·錢尼（副總統兼任）
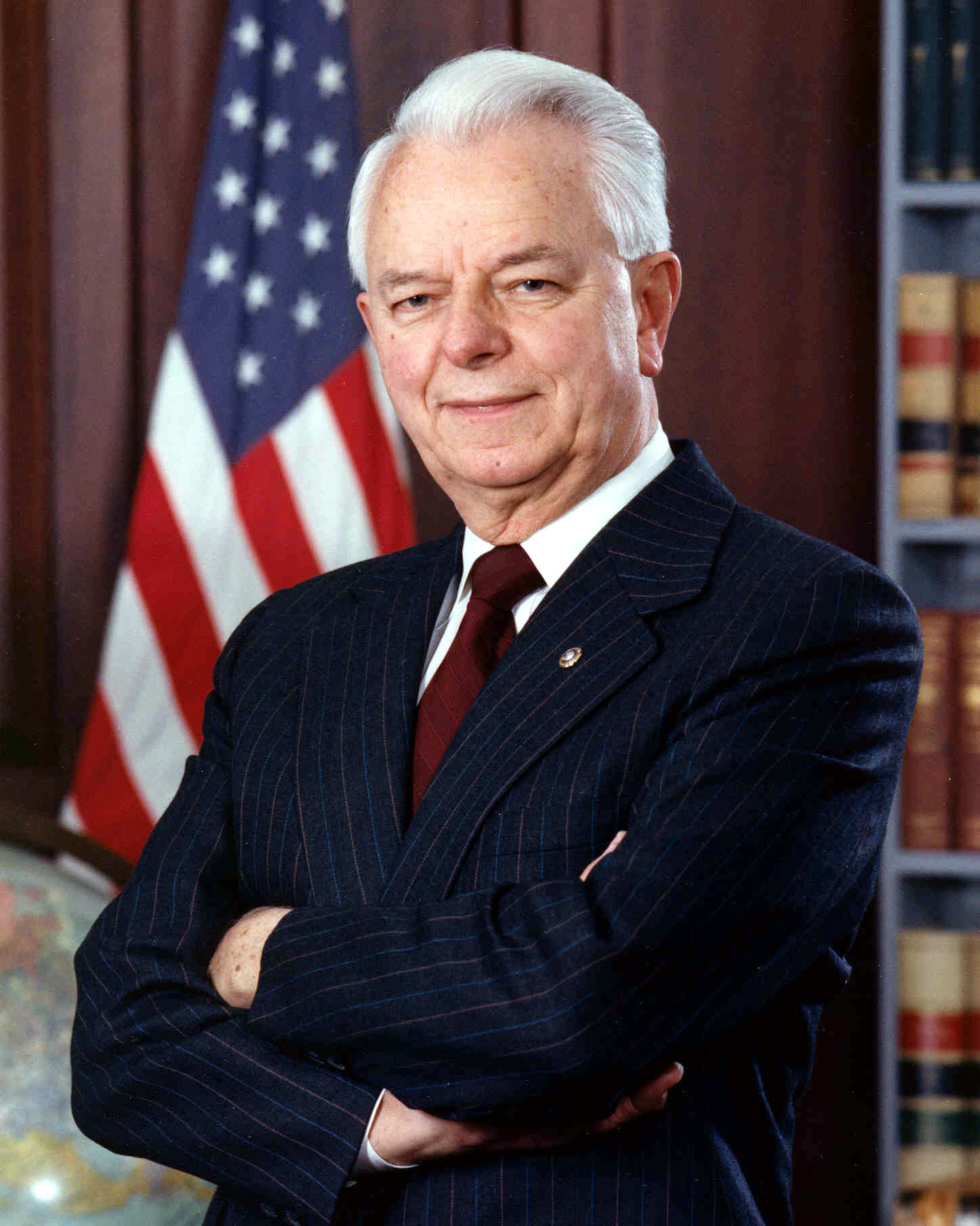
參議院臨時議長：羅伯特·伯德
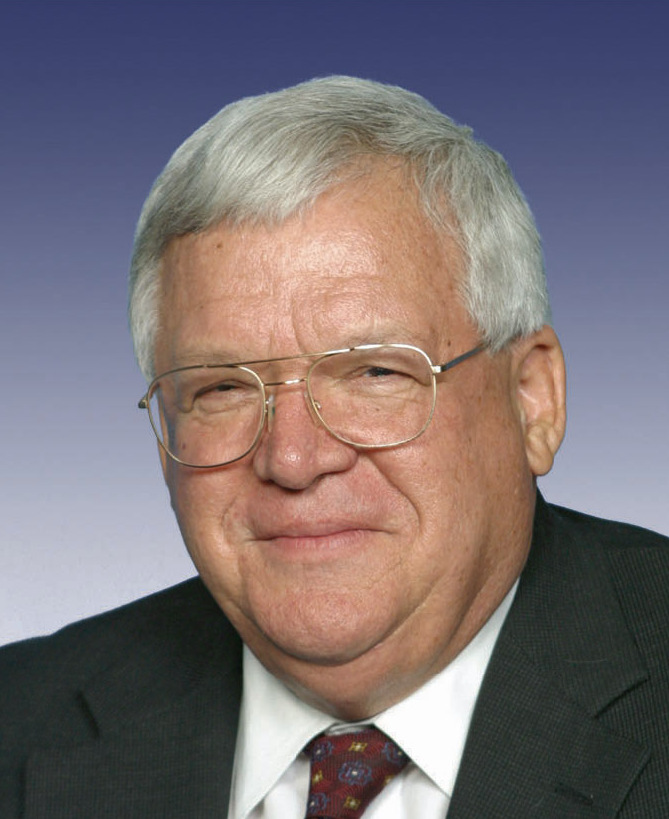
眾議院議長：丹尼斯·哈斯特尔特
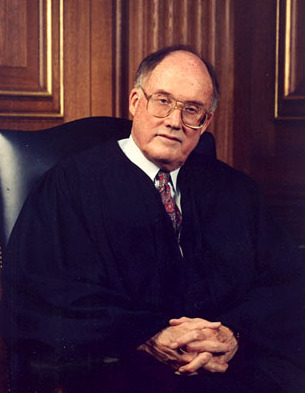
首席大法官：威廉·伦奎斯特

## 大事記

### 1月
- 1月5日——名为Charles Bishop的15岁飞行员学生把一架小型飞机撞到佛罗里达州坦帕的一幢建筑物上，引起了一些人对911恐怖袭击的恐慌。
- 1月16日——一名学生在Appalachian School of Law用枪射击了6人，其中3人死亡。

### 2月
- 美國科學基金會修復了一架墜毀在南極，在冰雪中埋藏17年的LC-130，該機在1959年製造，服役於南極洲麥克默多站，用作南極考察。1971年12月該機起飛時螺旋槳脫落，擊中引擎和機身。飛機迫降，機上10名機組人員在冰雪中等待了三天，直至救援人員來臨。事後由於維修成本高，美國將這架LC-130遺棄在南極洲的冰雪之中。1989年，美國科學基金會需要一架新的LC-130，經過分析成本後，製造一架新的飛機需要3000萬美元，但將那架南極洲的飛機重新修復好的成本只有1000萬美元。所以，在不久之後一個特別小組挖開冰雪，並將飛機修復，兩個月以後經修理的飛機飛回美國。

### 4月
- 4月17日——美國兩部F-16戰機在阿富汗擊斃了四名加拿大步兵。

### 5月
- 5月16日——星際大戰二部曲：複製人全面進攻使用Sony HDC-F950 數位拍攝，衛星傳輸發行在美國。
- 5月24日——俄罗斯总统普京与美国总统乔治·沃克·布什在莫斯科签署《俄美关于削减进攻性战略力量条约》和《俄美新战略关系联合宣言》。

### 6月
- 6月13日——駐韓美軍第2步兵師的工兵裝甲車碾死兩名韓國女學生，事後的發展引發韓國輿論不滿。

### 10月
- 10月2日——伊拉克问题：美国国会一致通过一个协议，明确地批准了总统在他觉得必要和适当的时候对军队的使用权。

### 11月
- 11月5日——受到多方批评的美国证券交易委员会主席哈维·皮特辞职。
- 11月5日——美国中期选举中，共和党获得对参众两院的控制权。